# Vertrag von Le Goulet

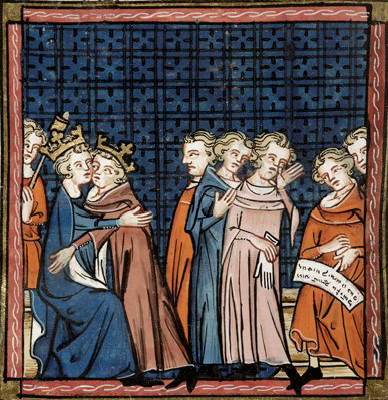
Philipp II August und Johann Ohneland besiegeln ihren Frieden mit einem Kuss. Darstellung aus den Chroniques de Saint-Denis, 14. Jahrhundert.

Der Vertrag von Le Goulet beendete vorläufig den Machtkampf um die in Frankreich liegenden Teile des angevinischen Reichs zwischen dem englischen König Johann Ohneland und dem französischen König Philipp II.
Nach langjährigen Kämpfen hatte bereits Johanns Vorgänger und Bruder Richard Löwenherz im Januar 1199 mit Philipp II. einen Waffenstillstand geschlossen. Nach dem unerwarteten Tod von Richard Löwenherz bei der Belagerung der Burg Châlus im April 1199 hatte Philipp II. jedoch erneut versucht, die Normandie zu besetzen. Dazu hatte er Johanns Neffen Arthur unterstützt, der Erbansprüche auf Teile des angevinischen Reiches, besonders auf das Anjou, Maine und Touraine erhoben hatte. Johann hatte sich jedoch in der Normandie behaupten können, und nachdem er Guillaume des Roches, den mächtigsten Baron des Anjou, auf seine Seite gezogen hatte, war Philipp II. bereit, mit ihm einen Waffenstillstand zu schließen.
Nach mehrwöchigen Verhandlungen im Januar 1200 wurde am 22. Mai 1200 auf der in der Seine gelegenen Insel Le Goulet bei Vernon der Friedensvertrag zwischen den beiden Monarchen geschlossen. In dem Vertrag akzeptierte der französische König Johann als Erben der festländischen Besitzungen des angevinischen Reiches. Johann erkannte im Gegenzug den französischen König als seinen Lehnsherrn für seine Besitzungen in Frankreich an. Er musste dabei einige Grenzgebiete seines Reiches wie die Grafschaft Évreux, den Großteil des Vexin und das Berry an den französischen König abtreten. Im Gegenzug musste Johanns Neffe Arthur seine Erbansprüche aufgeben und dazu seinem Onkel als Herzog der Bretagne den Lehnseid leisten.
Eine Heirat bekräftigte die Übereinkunft: der zukünftige König Ludwig VIII. wurde mit Blanka von Kastilien verlobt, einer Nichte Johanns. Blanka brachte die Herrschaften Châteaudun, Issoudun und Graçay mit in die Ehe.
Als Gegenleistung für die offizielle Belehnung mit seinen französischen Besitzungen musste Johann 20.000 Mark an Philipp II. zahlen. Diese Zahlung entsprach zwar dem geltenden Lehnsrecht, doch hatten weder Johanns Bruder Richard noch sein Vater Heinrich II. je eine solche Zahlung an den französischen König als ihren Oberlehnsherrn leisten müssen. Dazu musste Johann seine Bündnisse mit Graf Balduin IX. von Flandern und Rainald von Boulogne, die Vasallen des französischen Königs waren, beenden.
Der Vertrag festigte damit zwar Johanns Position in Frankreich, war aber letztlich ein Erfolg für den französischen König. Schon Zeitgenossen bemängelten, dass der englische König für die Anerkennung seines Erbes in Frankreich einen zu hohen Preis bezahlt hätte. Bereits zwei Jahre später begann der Krieg zwischen den beiden Monarchen erneut.